# Clavelina cylindrica
Clavelina cylindrica är en sjöpungsart som först beskrevs av Jean René Constant Quoy och Joseph Paul Gaimard 1834.  Clavelina cylindrica ingår i släktet Clavelina och familjen klungsjöpungar. Inga underarter finns listade i Catalogue of Life.